# Acacia julifera
Acacia julifera är en ärtväxtart som beskrevs av George Bentham. Acacia julifera ingår i släktet akacior, och familjen ärtväxter.

## Underarter
Arten delas in i följande underarter:
- A. j. gilbertensis
- A. j. julifera